# GTO: Paradise Lost
GTO: Paradise Lost (GTO パラダイス・ロスト?, GTO Paradaisu Rosuto) è un manga scritto e disegnato da Tōru Fujisawa e pubblicato sulla rivista Weekly Young Magazine di Kōdansha dal 14 aprile 2014. In Italia viene pubblicato da Dynit dal 31 ottobre 2014. Il manga è il sequel di Shonan junai gumi - La banda dell'amore puro di Shonan, Great Teacher Onizuka e GTO: Shonan 14 Days dello stesso autore.

## Pubblicazione
La serializzazione è iniziata su Weekly Young Magazine il 14 aprile 2014. Il manga è stato messo in pausa nel giugno 2015 e ha ripreso la pubblicazione nel dicembre dello stesso anno. La prima parte è terminata nell'ottobre 2017 ed è stata interrotta a causa della carenza di personale, per poi riprendere il 27 maggio 2019. Nel giugno 2021, l'autore ha dichiarato che questa sarebbe stato l'ultimo manga con protagonista Eikichi Onizuka. Il 14 febbraio 2023, fu annunciata una nuova pausa che si protrarrà fino all'estate. A causa delle frizioni tra l'autore e l'editore la pausa si è protratta fino al 1º aprile 2024, quando è ripresa la serializzazione sulla rivista Magazine Pocket con il titolo GTO: Paradise Lost Kai, poi conclusosi il 15 ottobre dello stesso anno.

## Volumi
| Nº | Data di prima pubblicazione | Data di prima pubblicazione | Data di prima pubblicazione | Data di prima pubblicazione |
| Nº | Giapponese                  | Giapponese                  | Italiano                    | Italiano                    |
| -- | --------------------------- | --------------------------- | --------------------------- | --------------------------- |
| 1  | 6 agosto 2014               | ISBN 978-4-06-382506-0      | 31 ottobre 2014             | ISBN 978-8833550008         |
| 2  | 6 marzo 2015                | ISBN 978-4-06-382582-4      | 31 ottobre 2015             | ISBN 978-8833551586         |
| 3  | 6 agosto 2015               | ISBN 978-4-06-382651-7      | 20 febbraio 2016            | ISBN 978-8833551593         |
| 4  | 6 aprile 2016               | ISBN 978-4-06-382762-0      | 29 ottobre 2016             | ISBN 978-8833551807         |
| 5  | 6 giugno 2016               | ISBN 978-4-06-382813-9      | 8 marzo 2017                | ISBN 978-8833551609         |
| 6  | 6 settembre 2016            | ISBN 978-4-06-382849-8      | 26 aprile 2017              | ISBN 978-8833551616         |
| 7  | 6 dicembre 2016             | ISBN 978-4-06-382893-1      | 31 maggio 2017              | ISBN 978-8833551814         |
| 8  | 6 marzo 2017                | ISBN 978-4-06-382935-8      | 13 settembre 2017           | ISBN 978-8833551623         |
| 9  | 6 giugno 2017               | ISBN 978-4-06-382977-8      | 8 novembre 2017             | ISBN 978-8882133245         |
| 10 | 6 settembre 2017            | ISBN 978-4-06-510143-8      | 28 marzo 2018               | ISBN 978-8882133306         |
| 11 | 5 gennaio 2018              | ISBN 978-4-06-510713-3      | 14 novembre 2018            | ISBN 978-8882133382         |
| 12 | 6 novembre 2019             | ISBN 978-4-06-517739-6      | 25 giugno 2020              | ISBN 978-8833551326         |
| 13 | 6 luglio 2020               | ISBN 978-4-06-519995-4      | 3 dicembre 2020             | ISBN 978-8833551456         |
| 14 | 6 ottobre 2020              | ISBN 978-4-06-521001-7      | 23 aprile 2021              | ISBN 978-8833551692         |
| 15 | 5 febbraio 2021             | ISBN 978-4-06-522286-7      | 13 ottobre 2021             | ISBN 978-8833551951         |
| 16 | 6 luglio 2021               | ISBN 978-4-06-523676-5      | 13 maggio 2022              | ISBN 978-8833552521         |
| 17 | 5 novembre 2021             | ISBN 978-4-06-525847-7      | 28 ottobre 2022             | ISBN 978-8833553191         |
| 18 | 4 marzo 2022                | ISBN 978-4-06-527110-0      | 28 aprile 2023              | ISBN 978-8833553696         |
| 19 | 6 luglio 2022               | ISBN 978-4-06-525847-7      | 24 novembre 2023            | ISBN 978-8833554532         |
| 20 | 4 novembre 2022             | ISBN 978-4-06-529802-2      | 19 aprile 2024              | ISBN 978-8833555188         |